# 모잠비크의 재외공관 목록

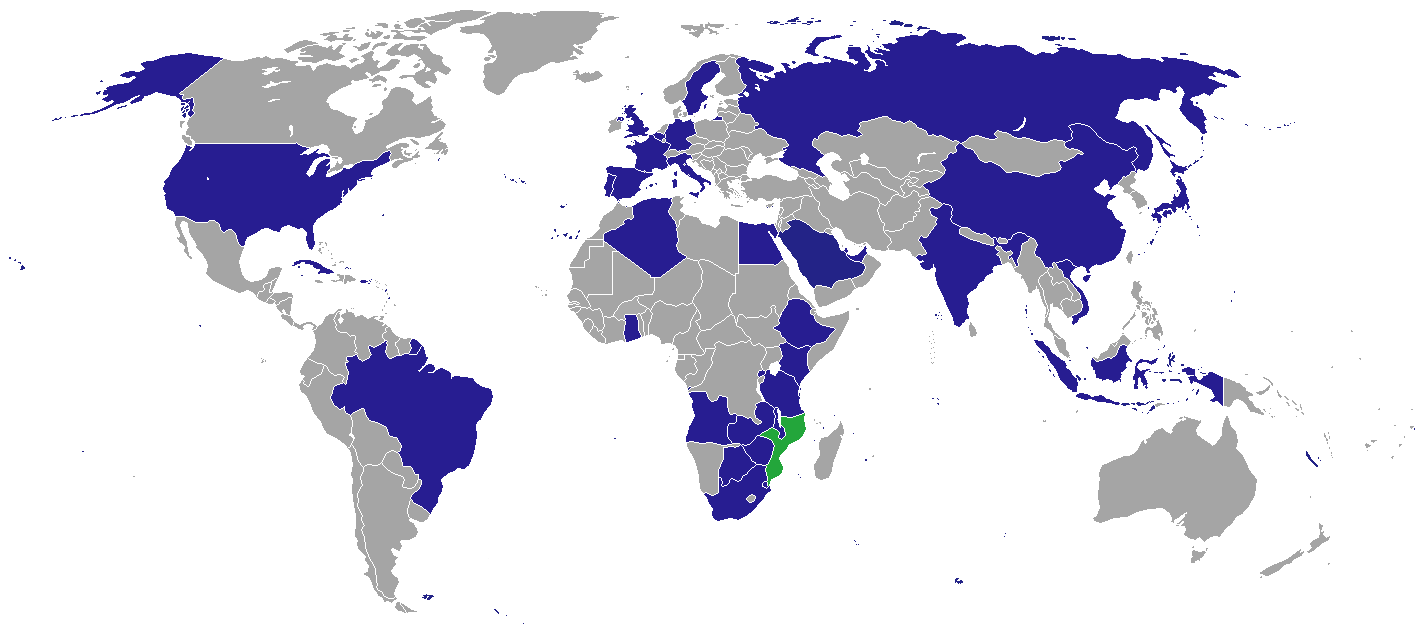
모잠비크의 재외공관

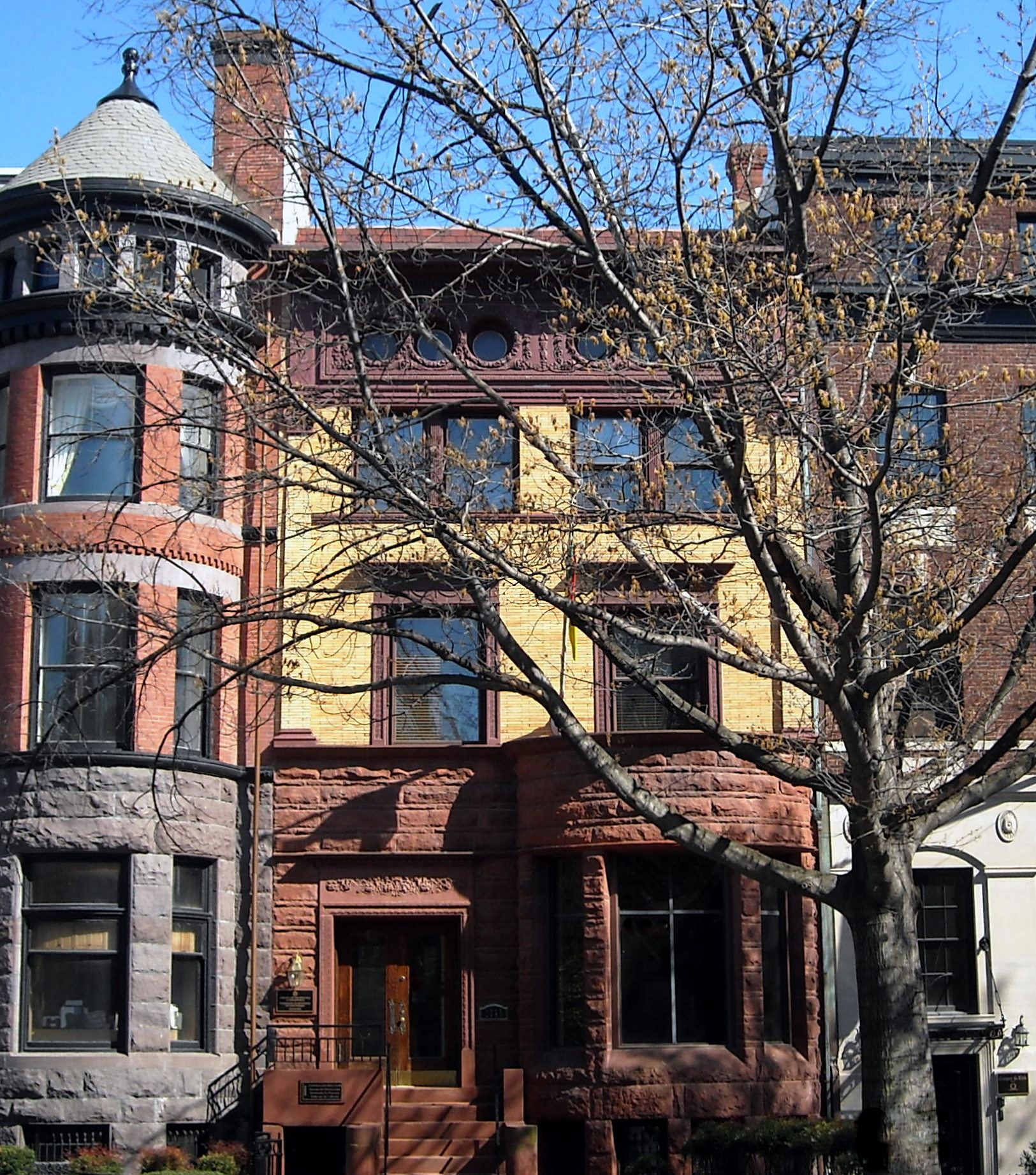
워싱턴 D.C. 주재 모잠비크 대사관

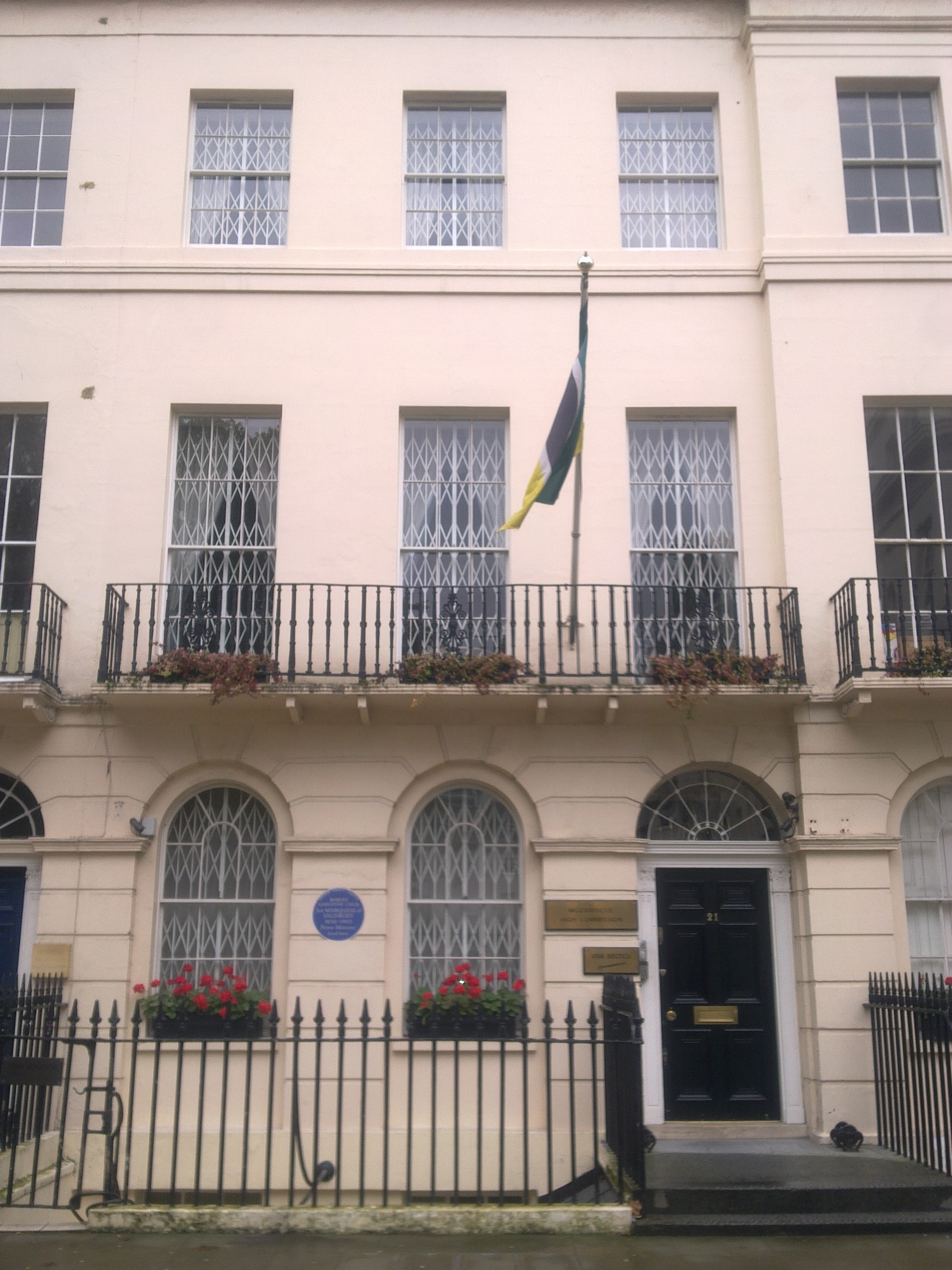
런던 주재 모잠비크 고등판무관 사무소

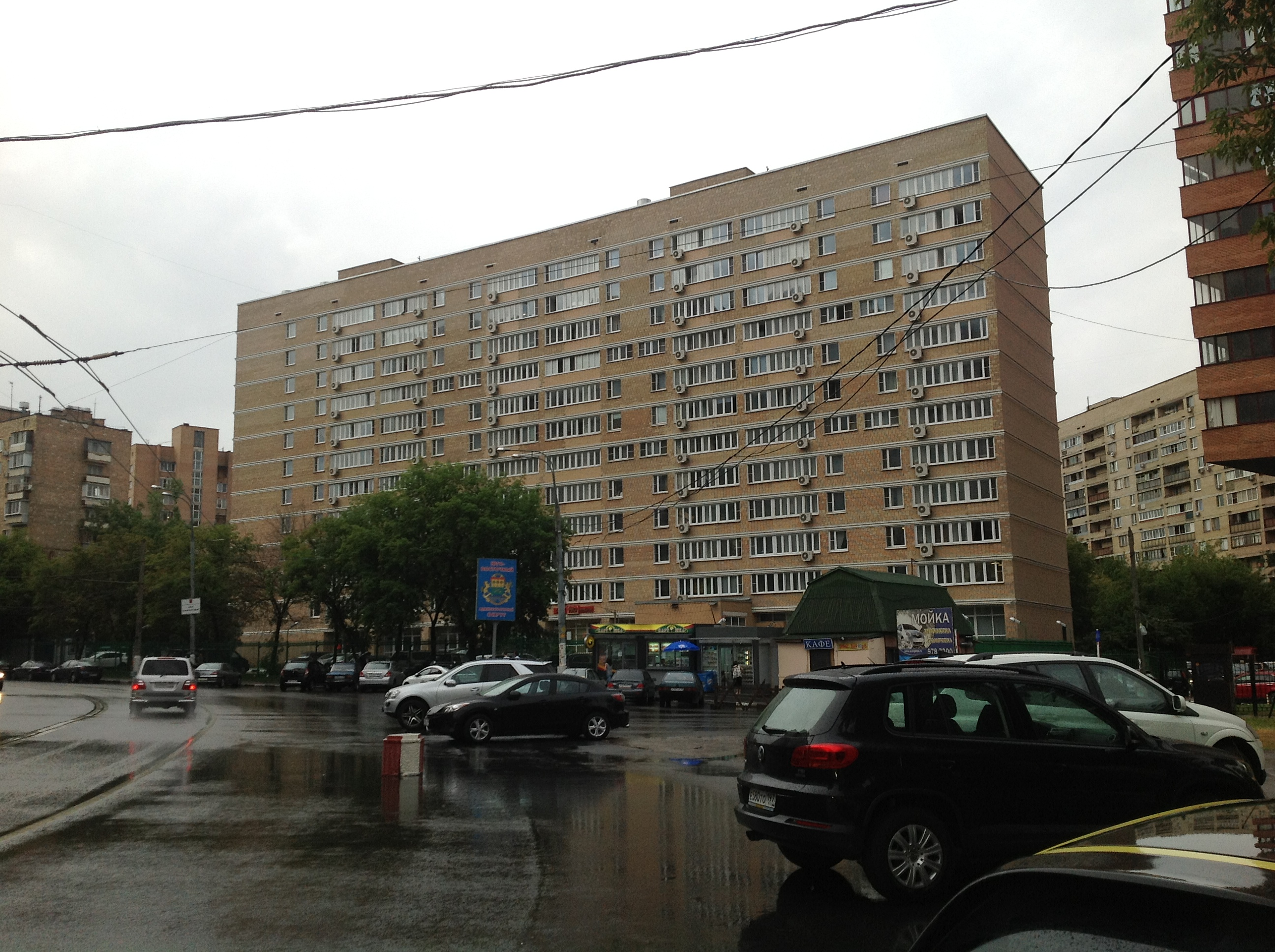
모스크바 주재 모잠비크 대사관

모잠비크의 재외공관 목록은 모잠비크 주재 대사관과 고등판무관 사무소를 각국에 상주시켜 놓는 것을 의미하며 모잠비크의 재외공관을 나열한 목록이다.

## 아프리카
- 알제리 : 알제 (대사관)
- 앙골라 : 루안다 (대사관)
- 보츠와나 : 가보로네 (고등판무관 사무소)
- 이집트 : 카이로 (대사관)
- 에티오피아 : 아디스아바바 (대사관)
- 케냐 : 나이로비 (고등판무관 사무소)
- 말라위 : 릴롱궤 (고등판무관 사무소), 블랜타이어 (총영사관)
- 남아프리카 공화국 : 프리토리아 (고등판무관 사무소), 요하네스버그 (총영사관), 케이프타운 (영사관), 더반 (영사관), 넬스프루이트 (영사관)
- 에스와티니 : 음바바네 (고등판무관 사무소)
- 탄자니아 : 다르에스살람 (고등판무관 사무소), 잔지바르시티 (총영사관)
- 잠비아 : 루사카 (고등판무관 사무소)
- 짐바브웨 : 하라레 (대사관), 무타레 (총영사관)

## 아메리카
- 브라질 : 브라질리아 (대사관)
- 쿠바 : 아바나 (대사관)
- 미국 : 워싱턴 D.C. (대사관)

## 아시아
- 중화인민공화국 : 베이징시 (대사관), 마카오 (총영사관)
- 인도 : 뉴델리 (고등판무관 사무소)
- 인도네시아 : 자카르타 (대사관)
- 일본 : 도쿄도 (대사관)
- 아랍에미리트 : 두바이 (총영사관)
- 베트남 : 하노이 (대사관)

## 유럽
- 벨기에 : 브뤼셀 (대사관)
- 프랑스 : 파리 (대사관)
- 독일 : 베를린 (대사관)
- 이탈리아 : 로마 (대사관)
- 포르투갈 : 리스본 (대사관), 포르투 (총영사관)
- 러시아 : 모스크바 (대사관)
- 스페인 : 마드리드 (대사관)
- 스웨덴 : 스톡홀름 (대사관)
- 영국 : 런던 (고등판무관 사무소)

## 대표부
- EU 모잠비크 정부 대표부 : 브뤼셀
- UN 모잠비크 정부 대표부 : 뉴욕, 제네바
- UNESCO 모잠비크 정부 대표부 : 파리
- 아프리카 연합 모잠비크 정부 대표부 : 아디스아바바
- 포르투갈어 사용국 공동체 모잠비크 정부 대표부 : 리스본